# OGame
OGame — космічна стратегія. Тисячі гравців виступають одночасно проти один одного. Належить до класу браузерних вебігор, тобто вимагає для роботи доступ в інтернет і браузер з підтримкою JavaScript. Станом на 19 січня 2011 року на OGame.org налічується 52 всесвіти, в тому числі десять всесвітів з новим дизайном. Періодично додаються нові. Всесвіт Ogame prOgame (Всесвіт 35) більше не є ексклюзивом для платних членів, тож тепер до нього може приєднатися будь-хто.

## Ігровий процес
Після реєстрації гравець має у своєму розпорядженні одну планету. Далі він повинен розвивати інфраструктуру та науку, колонізувати інші планети, будувати флот, щоб нападати на інших гравців, та оборону, щоб захищатися.